# 선평왕후
선평왕후 김씨(宣平王后 金氏, ? ~ 1179년)는 고려의 제17대 왕 인종의 제2비이다.

## 생애
본관은 확실하지 않으나, 경주 또는 강릉일 것이라는 추측이 있다 광산김씨 족보에 의하면 김선의 딸로 나온다. 오빠 김이영은 정중부와 사돈지간이라고 나온다.. 병부상서를 지낸 김선의 딸이며, 남동생은 명종 대에 상서를 지낸 김이영이다. 1127년(인종 5년)에 인종의 차비에 책봉되었다. 의종이 즉위한 후에는 왕태비에 책봉되고 그 호를 연수궁주(延壽宮主)라고 하였다.
1179년(명종 9년)에 사망하였다. 시호는 선평왕후(宣平王后)이며, 능에 대한 기록은 전해지지 않아 정확히 알 수 없다. 인종과의 사이에서 소생은 없었다.

## 가족 관계
- 아버지 : 김선 (金璿, 생몰년 미상)
- 어머니 : 미상
  - 남동생 : 김이영 (金貽永, 생몰년 미상)
  - 남편 : 고려 제17대 왕 인종 (仁宗, 1109년~1146년, 재위 : 1122년~1146년)

## 선평왕후가 등장한 작품
- 《무인시대》(KBS, 2003년~2004년, 배우:김보미)

## 참고 자료
- 《고려사》〈열전〉